# Greatest Hits (álbum de Mötley Crüe de 2009)
Para el álbum de 1998, véase Greatest Hits.
Greatest Hits es el quinto álbum recopilatorio de Mötley Crüe, lanzado el 17 de noviembre de 2009. No se debe confundir con su álbum de 1998 del mismo nombre. El álbum llegó al puesto #10 en "Top de álbumes de hard rock" y al #9 en el "Top de álbumes independientes". El álbum contiene una versión remix de "The Animal in Me". La primera impresión de este álbum viene con un segundo disco titulado Crüe Fest 2: Behind The Scenes. 

## Lista de canciones
1. "Too Fast for Love" - 3:26
2. "Shout at the Devil" - 3:16
3. "Looks That Kill" - 4:09
4. "Too Young to Fall in Love" - 3:33
5. "Smokin' in the Boys Room" - 3:28
6. "Home Sweet Home" - 4:01
7. "Wild Side" - 4:42
8. "Girls, Girls, Girls" - 4:30
9. "Dr. Feelgood" - 4:51
10. "Kickstart My Heart" - 4:44
11. "Same Ol' Situation (S.O.S.)" - 4:14
12. "Don't Go Away Mad (Just Go Away)" - 4:40
13. "Without You" - 4:30
14. "Primal Scream" - 4:47
15. "Sick Love Song" - 4:19
16. "Afraid" - 4:09
17. "If I Die Tomorrow" - 3:42
18. "Saints of Los Angeles" - 3:40
19. "The Animal in Me" (Remix) - 4:16

## Posiciones
| Tabla                 | Posición |
| --------------------- | -------- |
| US Billboard 200      | 94       |
| US Independent Albums | 9        |